# Bandoneón

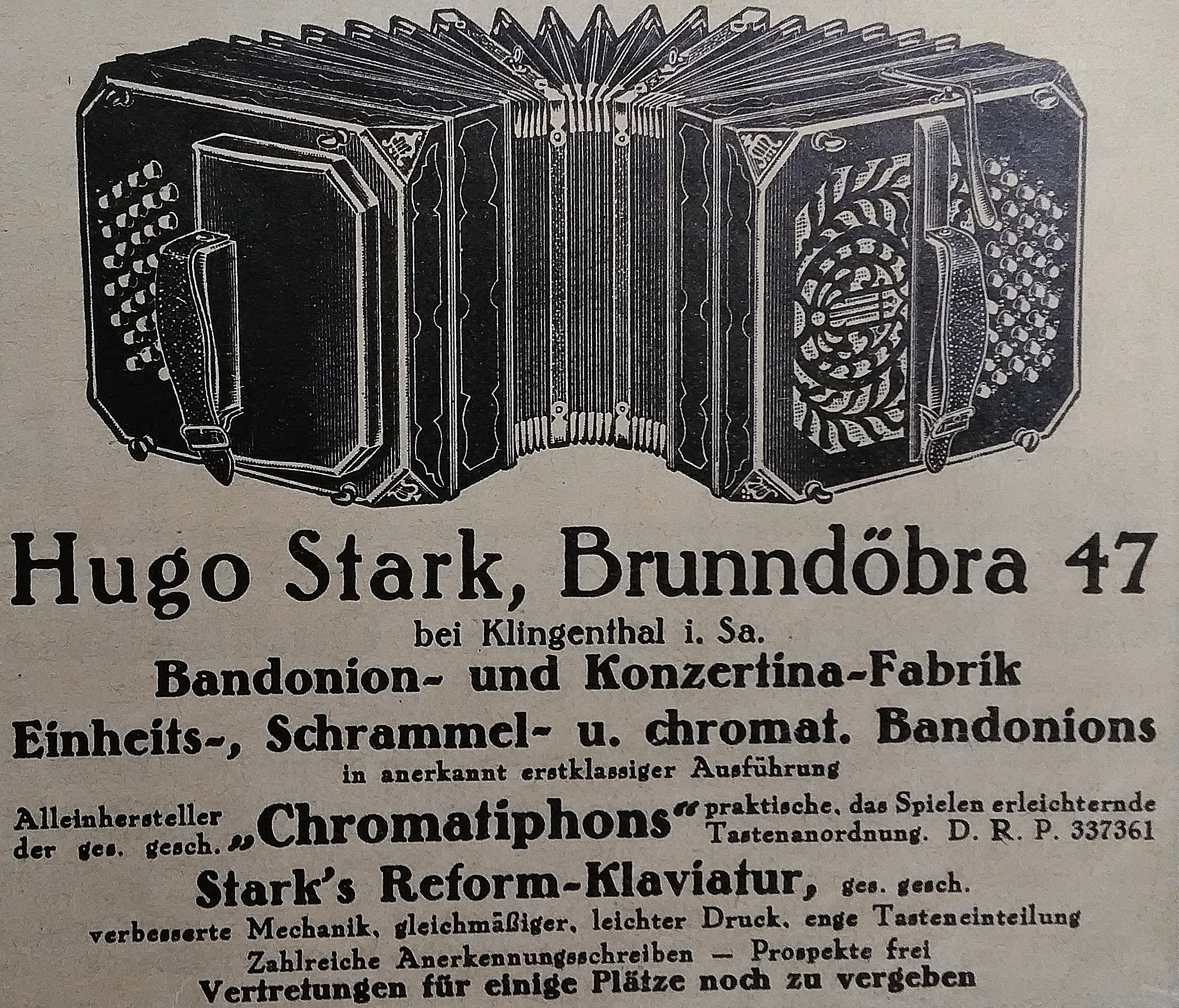
Publicidad de la fábrica de bandoneones y concertinas Hugo Stark, Klingenthal, Alemania.

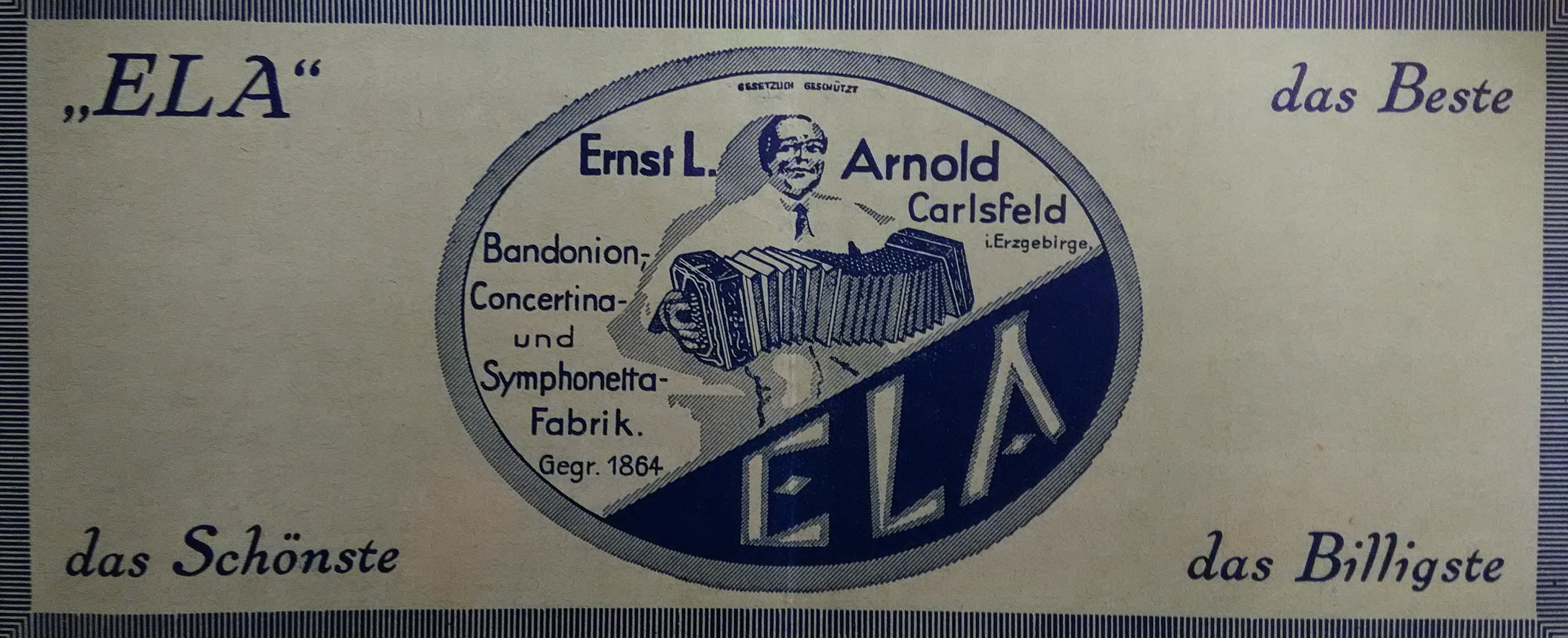
Publicidad del bandoneón "ELA" en la revista alemana "Gut Ton", 1932.

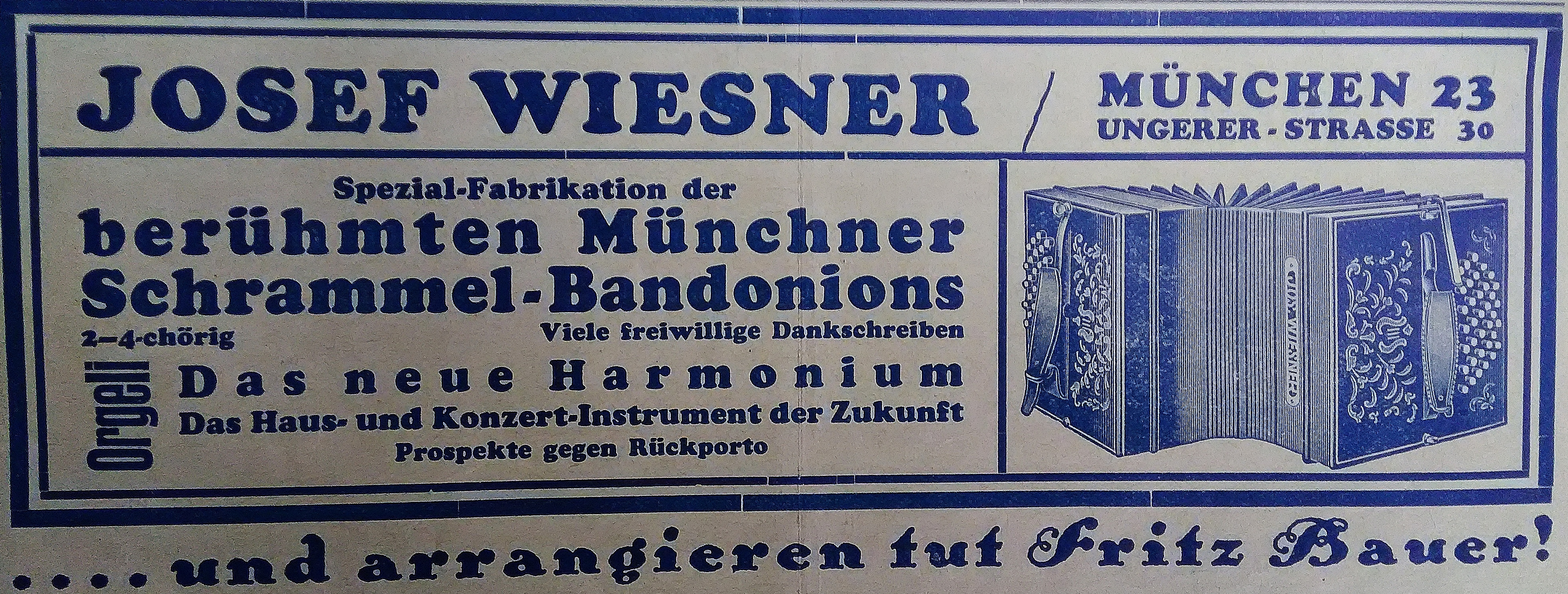
Vieja publicidad de la fábrica de bandoneones "Josef Wiesner" de Múnich, Alemania.

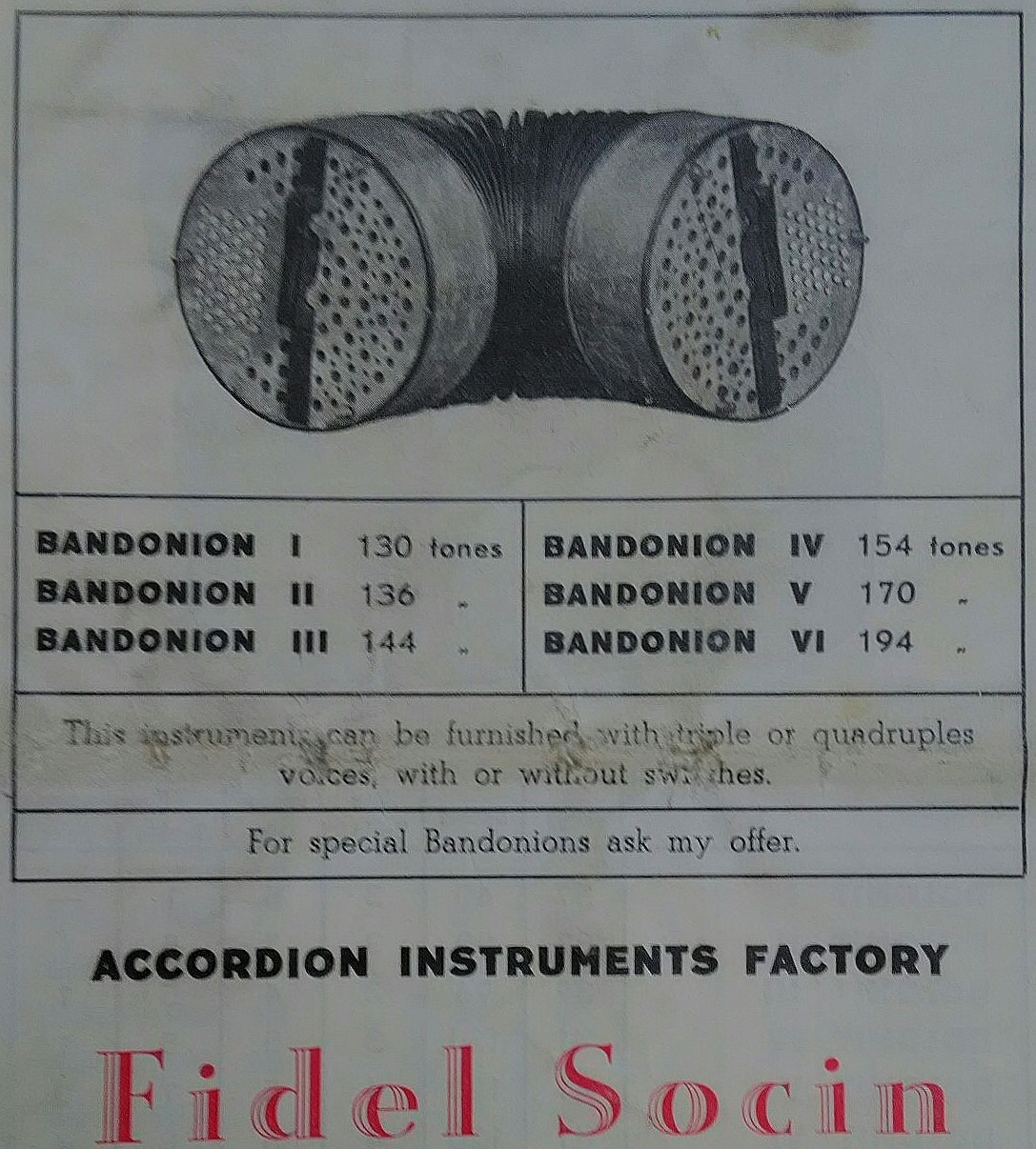
Publicidad de la fábrica de bandoneones, armonios y concertinas "Fidel Socin", Bolzano, Italia.

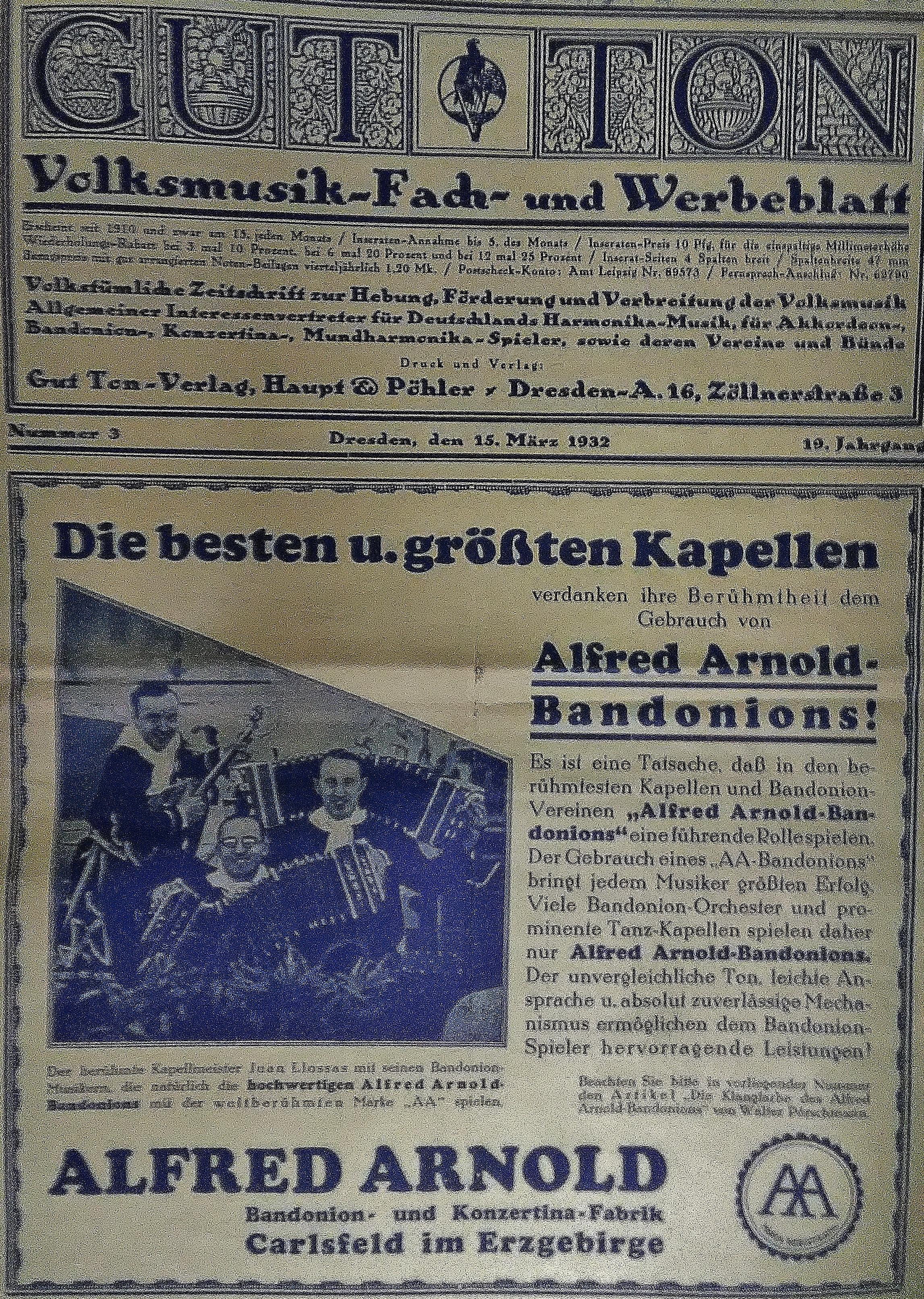
Portada de la revista alemana "Gut Ton" en 1932, la época de oro de fabricación de bandoneones en ese país.

El bandoneón es un instrumento musical de viento, libre (o de lengüetas libres) a fuelle de la familia de la concertina (en alemán konzertina), de forma rectangular, sección cuadrada y timbre particular. Su nombre original en alemán es bandonion, pero su castellanización en el Río de la Plata estableció la palabra "bandoneón" para denominar al instrumento en español.
Fue diseñado inicialmente en Alemania como evolución de instrumentos de lengüetas sueltas (free-reed) anteriores, como la concertina u otros. Se dice que su uso fue inicialmente como órgano portátil para ejecutar música religiosa; de ahí su sonido sacro y melancólico.
Al llegar al Río de la Plata de la mano de marineros e inmigrantes, fue adoptado por músicos de la época y fue así como colaboró en la formación del sonido particular del tango rioplatense, constituyéndose en un verdadero símbolo de este.

## En la música popular de Argentina
Es muy utilizado en el Río de la Plata, particularmente en Buenos Aires, por la vinculación de este instrumento con el tango. También es popular en la Mesopotamia argentina por su utilización en el chamamé, particularmente en la provincia de Corrientes.
En otras provincias argentinas también marcó gran influencia, como en Santiago del Estero en la chacarera y Salta en la zamba entre otras. Y en otros géneros musicales que se encuentran a orillas del Río de la Plata, como por ejemplo la chimarrita, o chamarrita, o inclusive "valses criollos" que también forman parte de la música de "las milongas" tanto en Uruguay como en Argentina.
El desarrollo y evolución del bandoneón son bastante desconocidos, pero se puede destacar como grandes colaboradores en el diseño del mismo a Carl Friedrich Uhlig (1830) y Carl Zimmermann (1849).
El nombre proviene del alemán bandonion, y este es un portmanteau de Heinrich Band (1821-1860), quien fue uno de los primeros en dedicarse a comercializarlos.
El músico ejecutante de bandoneón recibe el apelativo de bandoneonista. En la jerga del tango se denomina "bandoneonista cadenero" al ejecutante que "con un gesto o una mirada termina uniendo a todos los instrumentos y se los lleva consigo en el bandoneón."

## Funcionamiento
Además de la notable diferencia tímbrica entre el bandoneón y el acordeón y otros instrumentos de lengüetas sueltas (free-reed), el bandoneón utiliza botones en lugar de teclas, por lo que se habla de botoneras en lugar de teclados. Los botones están hechos de galatita.
El bandoneón utilizado en los dos países tangueros, Argentina y Uruguay, se conoce como Rheinische Tonlage 38/33.
Estas dos cifras significan que consta de 38 botones para el registro agudo (discante) y 33 para el grave (bajo): un total de 71 botones.
Existe una cantidad asombrosa de variantes y modelos de bandoneón, y cada uno tiene su historia.
Técnicamente, el bandoneón posee botonera cuádruple, ya que cuando se abre el fuelle cada botón oprimido genera un tono y cuando se cierra el fuelle el mismo botón emite otro tono. Por lo tanto, es necesario aprender la ubicación de 71 tonos abriendo el fuelle y otros 71 cerrándolo.
Para cada botón existe un sistema de lengüetas —voces de acero remachadas a un soporte (llamado peine) de zinc, aluminio o de duraluminio (este último en los bandoneones de inferior calidad)—, similar al de la armónica. El número 142 no se refiere a la cantidad de botones (que son solo 71 en los modelos utilizados en Uruguay y Argentina) sino al número de tonos que generan las lengüetas (free reeds).

El bandoneón hay que tocarlo con un poco de bronca, de violencia. Hay que golpearlo, pegarle, exigirle todo. Yo no concibo a alguien que toque el bandoneón como si fuese un nenito que está haciendo pis; hay que tocarlo con todo lo que uno tiene adentro. No se lo puede tocar como un clavicordio; hay que emplear otro tipo de fuerza, es algo más físico. Como dice el gordo Federico, hay que tocarlo con todo el peso del cuerpo. No hay que tocarlo como dicen algunos fanáticos técnicos, abriendo y cerrando. Cerrando, jamás se podrá frasear el bandoneón; no podés hacer nada. Yo diría que ni el diez por ciento de las notas que toco las toco cerrando. Empleo el cerrando simplemente por una necesidad de respirar con la jaula, pero el noventa y cinco por ciento de las notas, cuando tengo que cantar una melodía, la tengo que cantar abriendo. Porque de esa manera se goza lo que se toca. Cerrando no se goza un pirulo, cerrando el bandoneón es cero, nada.
Astor Piazzolla

## Afinación

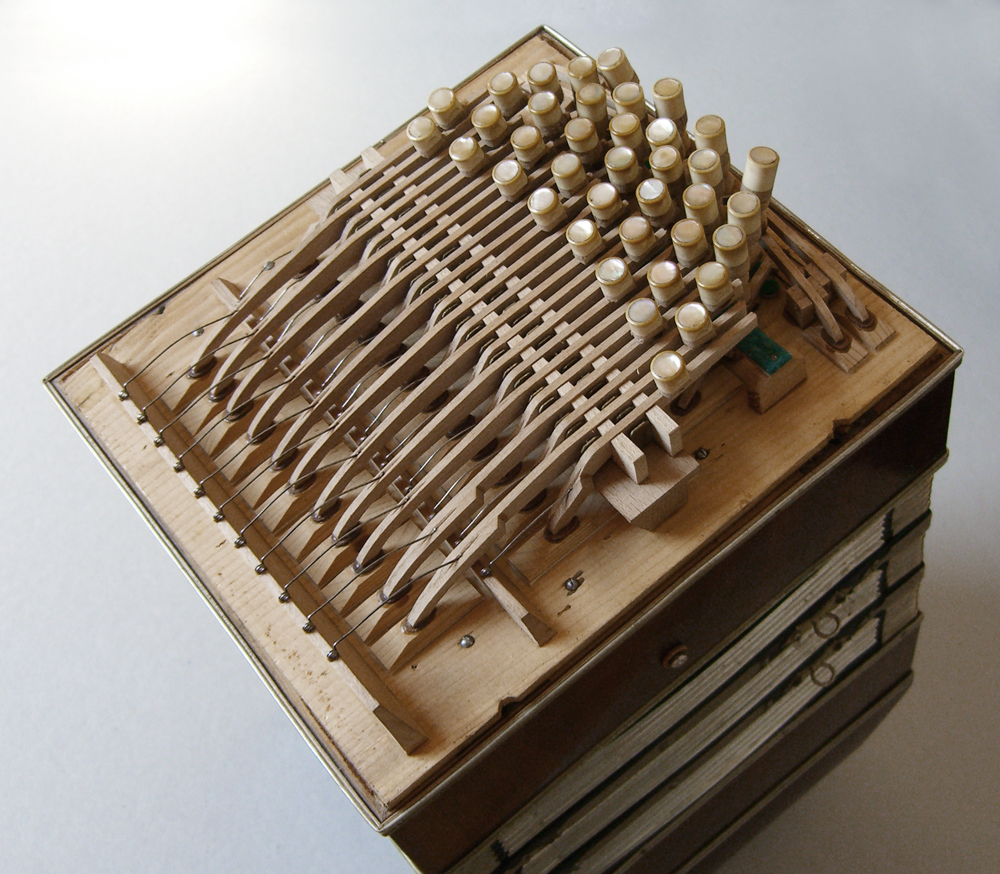
Interior de un bandoneón.

De fábrica, la afinación del bandoneón es de A4 = 435 Hz. El símbolo inglés A4 representa el la4 (el la3 en notación franco-belga), que es el tono la en la cuarta octava (en el piano ese la se encuentra cinco teclas blancas a la derecha del do central).
En 1859, el gobierno de Francia dictó una ley para establecer un patrón de diapasón de uso obligatorio en los establecimientos musicales autorizados por el Estado. Fue el primer intento de estandarizar las afinaciones y evitar el caos de afinaciones de lugar en lugar, sobre todo por el problema que representaba alterar la afinación en instrumentos como pianos, órganos, etc. El diapasón estándar era A4=435 Hz (o sea que el la4 era 435 hercios).
Los bandoneones que llegaban al Río de la Plata estaban afinados en 435 Hz, original de fábrica, se subían a 442 Hz que es la afinación estándar del bandoneón que aún se mantiene. Esos 442 Hz son casi imperceptiblemente más agudos que 440 Hz, por lo que esa afinación no interfiere con el resto de los instrumentos afinados en 440 Hz, pero 
según los afinadores argentinos Romualdi y Fabiani, el bandoneón brillaría más debido a un efecto con los armónicos.
La ley se volvió un estándar de afinación bastante popular aún fuera de Francia (por ejemplo en Alemania). Cuando en 1864 aparecieron los primeros bandoneones marca ELA, la norma de afinación francesa ya tenía cinco años de vigencia, por lo que los bandoneones se afinaron así y se especificaron las siglas NA (Normales Abstimmen, en alemán) para especificar que la altura de la4 era 435 Hz.

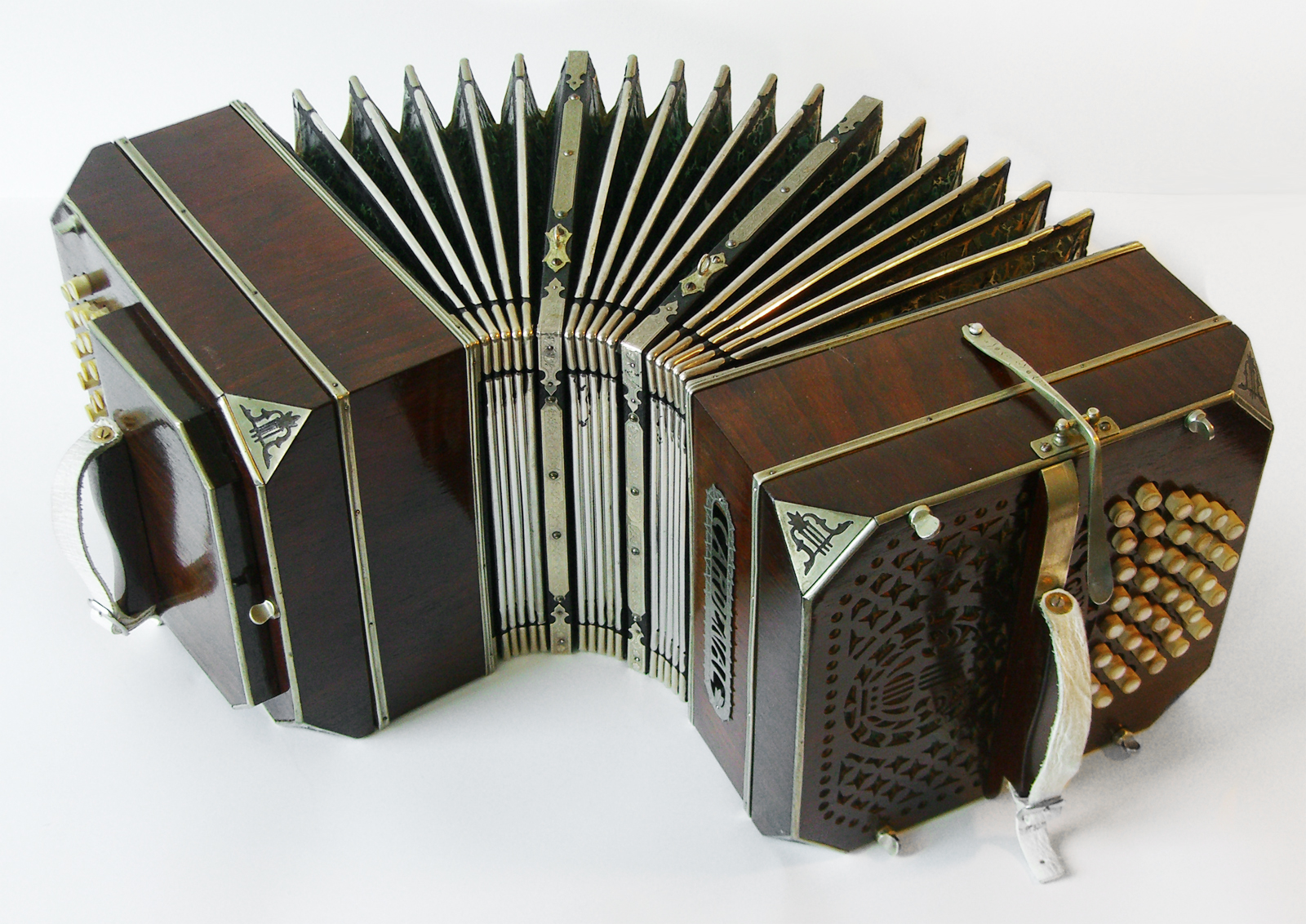
Bandoneón alemán marca Cardenal, fabricado aproximadamente en 1920 por ELA para la empresa Hohner, abierto, curvado, mostrando el fuelle.

Los modelos de bandoneón que llegaron al Río de la Plata, (de las dos fábricas más conocidas: ELA y Doble A) de 142 voces y aún los de 152 voces, tenían dos notas bajas en el teclado izquierdo: sol en la parte superior y la en la parte inferior, pertenecientes a la octava que se encuentra por debajo del do más grave del bandoneón. Estas dos notas no tenían aplicación práctica, ya que estaban una octava más bajas que todo el resto del teclado.
En el año 1955, ISO propuso que en todo el mundo el la4 no tuviera 435 Hz sino 440 Hz. La razón era que en experimentos con ondas en condiciones de laboratorio, los 440 Hz eran más sencillos de reproducir que los 435 Hz.
En Argentina, algunos músicos prefirieron aprovechar el cambio completo de afinación para cambiar esas dos notas a fa y mi de la octava del do grave, respectivamente, quedando fa arriba del teclado y mi sobre el final hacia el lado del frente. De esta manera el teclado quedaba completo para estudiar abriendo.

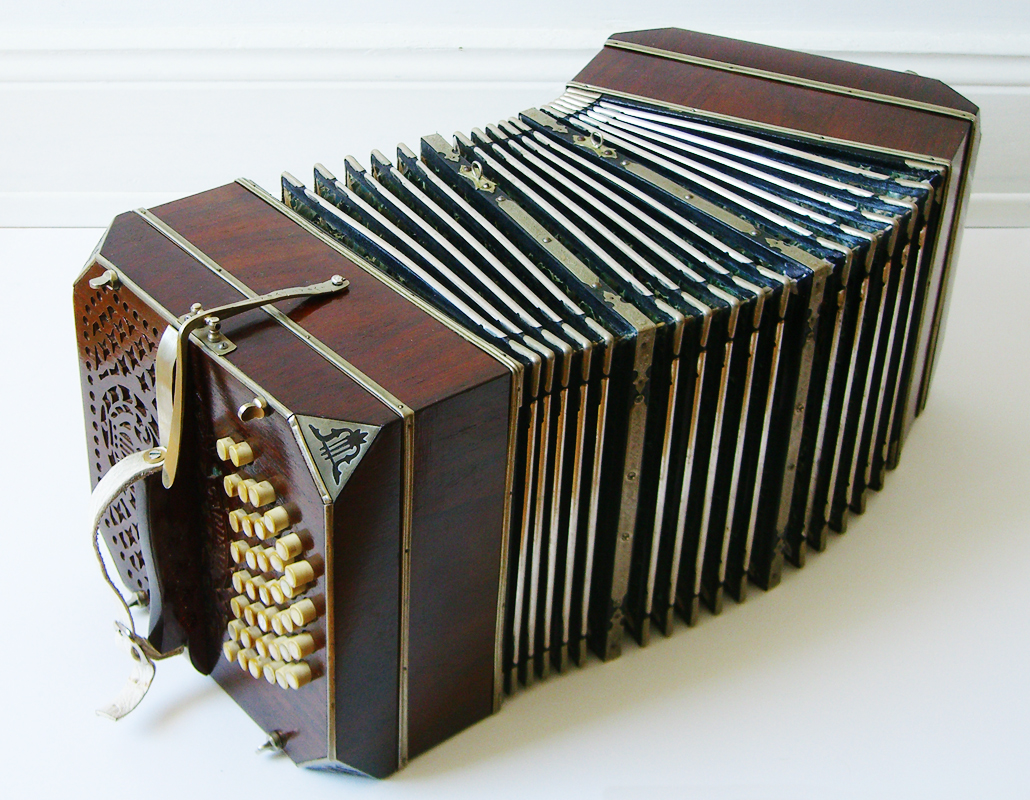
Otra vista del mismo bandoneón Cardenal.

Algunos bandoneonistas cambiaron también el si cerrando el fuelle de la última octava alta del teclado grave por la cerrando, para que el teclado quedara más coherente. Pero de dicha manera se perdía el si, ya que en el teclado bajo esa nota no existe «abriendo».
Por eso en algunos instrumentos quedaron cambiadas dos notas y en otros tres.
La afinación propuesta por ISO en 1955 (la4 = 440 Hz) se convirtió en norma en 1975 y se conoce como norma ISO16. Las fechas explican por qué hay tantos instrumentos ajenos a este cambio: los bandoneones que nunca fueron reafinados no solamente están por debajo de A4=440 Hz, sino que además tienen las tres notas del teclado del bajo: sol y la graves abriendo y si alto cerrando.
La sigla NA (Normales Abstimmen) indica que la afinación del la4 es de 435 Hz, mientras que la sigla OS (Orchester Stimmung o ‘afinación orquestal’) indican que la afinación del la4 es de 438 Hz y 440 Hz.
Hoy en día se pueden encontrar bandoneones subidos inclusive a 445 Hz, pero la afinación debe estar siempre en relación con la de aquellos instrumentos de afinación fija que toquen junto con él, como el piano.
En general los bandoneones con afinación 445 Hz, 448 Hz son instrumentos que presentan muchas afinaciones o malas afinaciones y el material de las lengüetas esta gastado por lo tanto deben afinarse más agudos porque ya no soportan 442 Hz, las lengüetas son irrecuperables ya que la afinación consiste en limar cada voz y pierden constantemente material ante cada afinación, son instrumentos para estudio, raramente de uso profesional por carecer de buenos armónicos y un gran indicativo para conocer el estado real del instrumento.

### Reafinación
En el bandoneón las voces se pueden afinar en orden de tercera, pero la afinación normal es de la octava superior a la nota que suena, más allá de la tercera, la voz vuelve otra vez a su nota básica, esta nota básica está en relación con el largo y el ancho de la lengüeta. Retirando material (reduciendo su espesor) solo es posible dar toda la vuelta dos veces como máximo en cada voz: más allá de eso la lengüeta se debilita y se rompe con el uso normal.
Existe otro modo de cambiar la afinación: en lugar de retirar material, se agrega material al metal de la voz. Se utiliza plomo para bajar de octava y alterar la afinación (en inglés pitch), pero la soldadura de plomo debe ser fuerte, hecha con gas, para que el plomo no se desprenda con el movimiento del metal (que, por ejemplo en el la4 debe vibrar 440 veces por segundo).
Existen bandoneones unisonoros, bisonoros y trisonoros; los unisonoros responden a la primera época y a modelos más pequeños y livianos para niños, los bisonoros son los más utilizados por su brillo y afinación octavada, los trisonoros tienen una tercera voz para efecto de trémolo.
Los teclados del bandoneón se tocan con cuatro dedos de cada mano (el pulgar no se utiliza para las botoneras). Del lado derecho y por fuera, el bandoneón estándar posee una palanca para pulsar con el pulgar derecho; esta palanca cumple la función de embrague: deja pasar el aire para poder abrir o cerrar el fuelle sin tener que generar ningún sonido.
Para componer un acorde, hay que pulsar varios botones a la vez.

## Historia del bandoneón

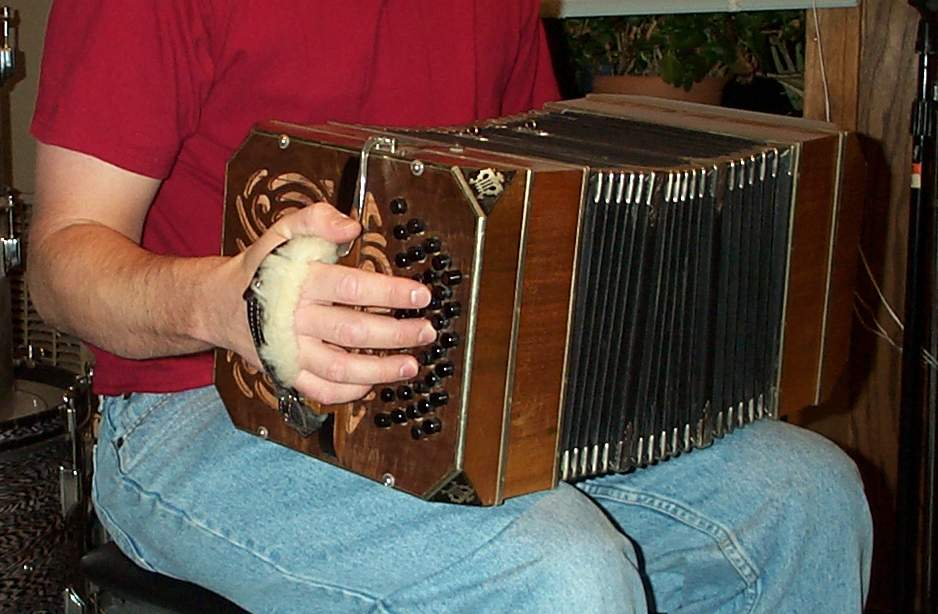
Acordeón alemán marca «Doble A» (AA, por Alfred Arnold).

Cuando hoy decimos "Acordeón", solemos querer referirnos un típico específico de Bandoneón que terminó popularizándose como el instrumento característico del Tango Rioplatense, el Acordeón diátonico bisonoro de 142 tonos (también llamado Acordeón Argentino, o Acordeón Argentino Tango). Conviene saber que existen muchos diagramas de teclado, tamaños y tipos de bandoneón (incluyendo curiosos especímenes con cornetas amplificatorias del sonido) gran parte de los cuales cayeron en el olvido, eclipsados por el éxito que tuvo el modelo particular adoptado por los músicos de tango. Resulta importante desmitificar la creencia de que el Bandoneón fue creado con el fin de ejecutar música "religiosa" o que formó parte importante en sus inicios de los oficios religiosos, historia que no encontraremos documentada en absolutamente ninguna fuente histórica Alemana. Se sabe gracias a documentos históricos, que el bandoneón era utilizado en buena parte como instrumento de acompañamiento armónico de canciones, arias y músicas folclóricas del sureste alemán.
El Acordeón fue desarrollado en Alemania como evolución de instrumentos de características similares y porte menor, como son la concertina y la harmonika, ambos con un mecanismo de fuelle similar al acordeón hoy conocido. Buena parte de dichas modificaciones fueron ideadas y realizadas a pedido de Heinrich Band por los fabricantes. Músico, docente y comerciante de instrumentos musicales, Heinrich Band (1821-1860) contribuyó grandemente a la popularización, evolución y enseñanza del instrumento, legándole finalmente su nombre, y afianzándose como la primera figura clave en la historia del instrumento
Entre las más reconocidas fábricas de acordeón se encuentran las de la familia Arnold. En 1864 Ernst Louis Arnold (de Carlsfeld) adquiere la fábrica de Carl Friedrich Zimmermann y comienza la producción de bandoneones E. L. A (Ernst Louis Arnold). Cuando Ernst Louis Arnold murió en 1910, su hijo mayor Hermann se hizo cargo de la empresa. Al año siguiente, Alfred Arnold estableció su propia fábrica "Alfred Arnold Bandonion und Konzertina Fabrik Carlsfeld". Finalmente, en 1929, salió a la venta el primer bandoneón 142 de la marca "AA" (por Alfred Arnold), cuya excelencia ha sido reconocida desde entonces.
Paralelamente Ernst Hermann Arnold sigue fabricando la antigua línea ELA. Alfred Arnold muere en 1933 y Paul Arnold en 1952. Les sucedieron en la fabricación Arno Arnold (hijo de Paul) y Horst Arnold (hijo de Alfred). Pero la República Democrática Alemana llevó prácticamente a la extinción al bandoneón, al expropiar en 1949 la fábrica de los Arnold, con el objeto de convertirla en una “fábrica del pueblo” (incorporándose en 1952 a la Klingenthaler Harmonikawerke). Paul Arnold logró huir en 1950 a la zona occidental y establecer su propia fábrica en Obertshausen, que duró hasta poco después de morir su titular.
Actualmente el acordeón se sigue fabricando tanto en Alemania como en el resto del mundo de manera industrial y artesanal. Entre los nuevos fabricantes de bandoneones alrededor del mundo, se cuentan: Harry Geuns  (Bélgica), Klaus Gutjahr (Alemania), Uwe Hartenhauer (Alemania) y La Bandonion & Concertinafabrik Klingenthal (Alemania), Danielson (Brasil), Luis Mariani (Argentina), Ángel Zullo (Argentina), Bandoneón Toscano (Argentina, Mendoza), Juan Pablo Fredes (Argentina, La Plata), Baltazar Estol, Oscar Fischer, Tomás Schlottauer, entre otros.
En Argentina y Uruguay se considera al acordeón como un instrumento inseparable de las orquestas de tango. Llegó al país hacia 1900, importado desde Alemania por los inmigrantes.
No cabe duda de que el acordeón encontró un lugar insustituible en el tango. En lunfardo (la jerga usada por los tangueros de Uruguay y Argentina), el bandoneón es conocido como fueye, reemplazando la «y» en lugar de la «ll» y pronunciándola como una sh rioplatense (en Uruguay y Argentina). El fueye es el alma de las orquestas de tango.
Un tango con letra de Pascual Contursi y música de Juan Bautista Deambroggio, compuesto en 1928 y que Carlos Gardel incorporó a su repertorio, trata ya al acordeón como a un hijo adoptado:
Acordeón arrabalero,
viejo fueye desinflado,
te encontré como a un pebete,
que la madre abandonó.

## Actualidad

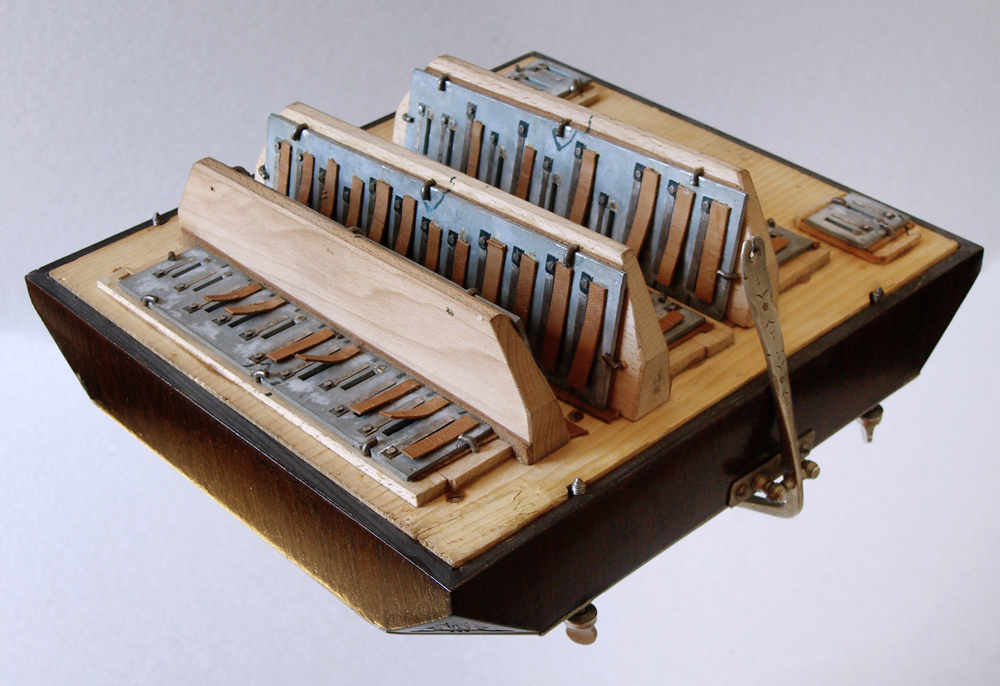
Interior de un bandoneón.

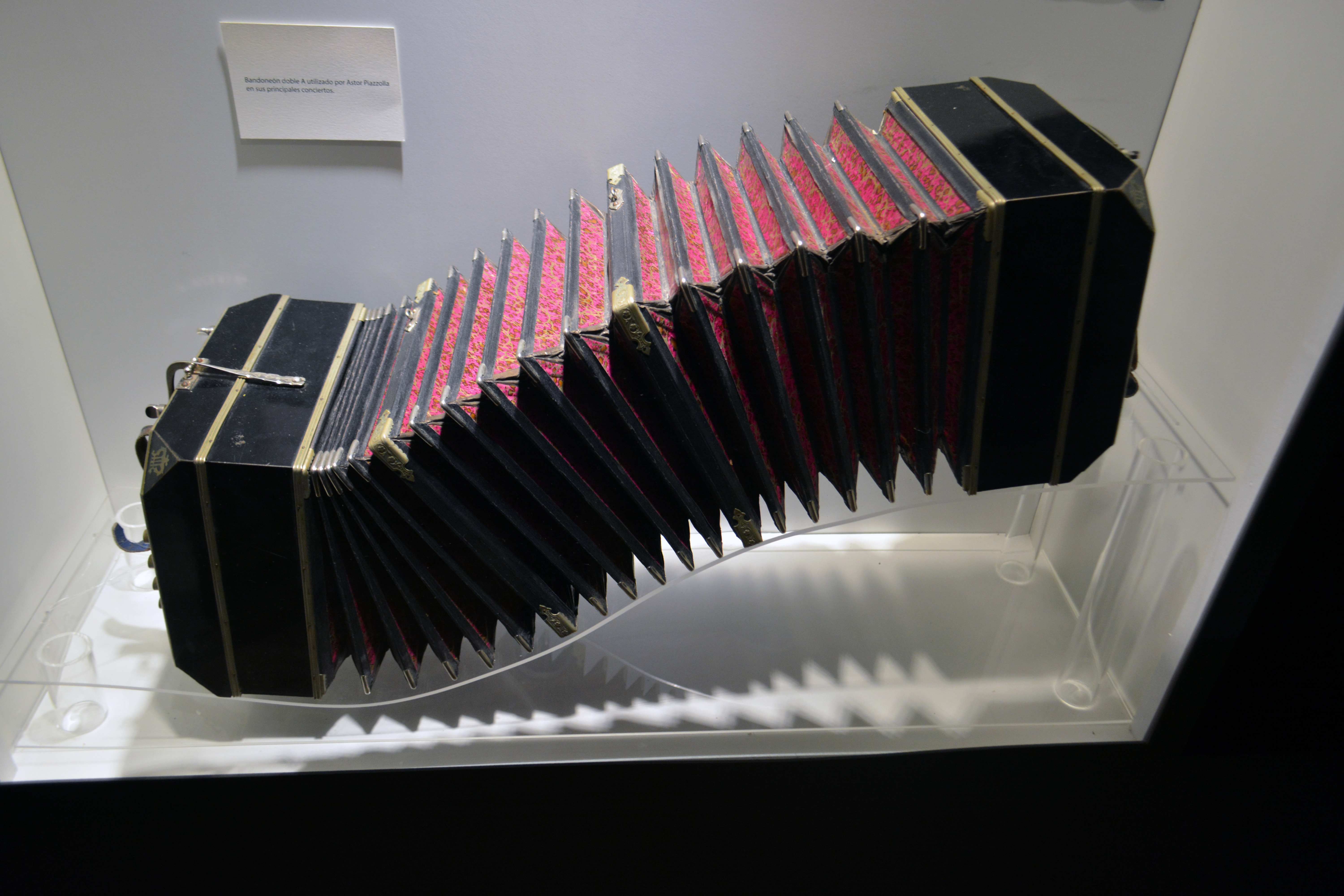
Bandoneón que perteneció a Astor Piazzolla.

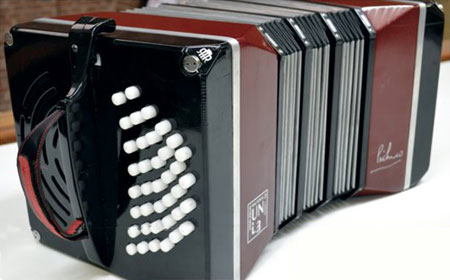
Bandoneón construido por la UNLa. Proyecto Pichuco

El bandoneón se encuentra actualmente en peligro de extinguirse tanto en Argentina como en el Uruguay. Esto se debe a numerosas causas tanto sociales como religiosas:
- Hace más de 50 años que cerraron las fábricas alemanas de bandoneones de más repercusión (ELA y AA)
- A falta de personal calificado, muchas veces los instrumentos usados caen en manos de reparadores aficionados que terminan arruinándolos.
- De los que había en la Argentina (país en el que se desarrolló casi toda la técnica interpretativa del instrumento) muchos se fueron deteriorando por uso normal, mal uso, mal almacenamiento o malas reparaciones.
- No se exportan hacia América del Sur bandoneones de las nuevas fábricas europeas por razones de costo.
- En Argentina y Uruguay, la mayoría de los bandoneones usados pertenecen a las desaparecidas fábricas alemanas ELA y AA. Muchas veces los instrumentos son tasados con elevado precio solo por su marca o estado general externo, haciéndolos casi inaccesibles para el público general. Dicho costo, la mayoría de las veces, no tiene en cuenta la calidad de sonido del instrumento (Las fábricas alemanas ELA y AA en su época, construyeron diversas calidades de bandoneones bajo las mismas marcas y submarcas).
- El 1 de octubre de 2009 además que el tango es declarado patrimonio de la humanidad, los lutieres Ángel Zullo y su hijo Gabriel presentaron el primer Bandoneón Argentino A-Z, en el que trabajaron más de 5 años en la construcción de sus propias máquinas y herramientas y los únicos en construir sus propios peines y lengüetas en Argentina. El músico Rubén Juárez fue el encargado de probar y dar el visto bueno a este instrumento emblemático para la música nacional en un recital realizado en el Centro Nacional de la Música y la Danza, un encuentro organizado por la Asociación Argentina de Luthiers, con el apoyo de la Secretaría de Cultura de la Nación. Actualmente se construyen en Buenos Aires a pedido en forma artesanal.[10]
- En Argentina, la Unión de Orquestas Típicas (UOT), y la sociedad civil La Casa del Bandoneón trabajaron para que la situación comience a revertirse, y entre otras medidas juntaron firmas que permitan declarar al bandoneón, como Patrimonio Cultural de la Nación,[11] logrando que en octubre de 2009 se sancione la ley 26.531 de "Protección y Promoción del instrumento musical denominado bandoneón".[12]
- Exposiciones de instrumentos originales se encuentran en los Museos de Bandoneones como por ejemplo en Alemania a cargo de la Familia Preuss en Lichtenberg, y otro a cargo de la Familia Steinhart en Kirchzarten/Freiburg.
- Desde de 2013 la Universidad de Lanús "UNLa" lleva adelante un proyecto de fabricación de bandoneones para integrar este instrumento, junto con el material didáctico correspondiente, a las escuelas de la zona. En la actualidad el Proyecto Pichuco esta en su tercera etapa, con bandoneones que se han entregado a escuelas y bibliotecas que dictan talleres. El bandoneón Pichuco es elaborado íntegramente desde la UNLa, excepto por los peines que son importadas de República Checa.[13]

## Afinación
- Si el bandoneón no está afinado en 440 Hz, representa un problema a la hora de tocar junto a otros instrumentos que si tienen esa afinación; por lo que se deberá gastar algo más de dinero para afinarlo y poder ensamblar con otros instrumentos de afinación fija como el piano u otro bandoneón.
- Usualmente el teclado de los bajos del bandoneón de 71 botones traía un sol grave y un la grave «abriendo»: al llevarlo a afinar conviene pasarlos a un fa grave y un mi grave de la octava siguiente, con el fin de tener un teclado más coherente.
- Si el vendedor dice que el bandoneón ha sido afinado recientemente, es conveniente fijarse en que el instrumento tenga en su interior el sello del lutier que realizó el trabajo; de otra manera se tratará de una afinación sin garantía, y por lo tanto pueden esperarse problemas técnicos.

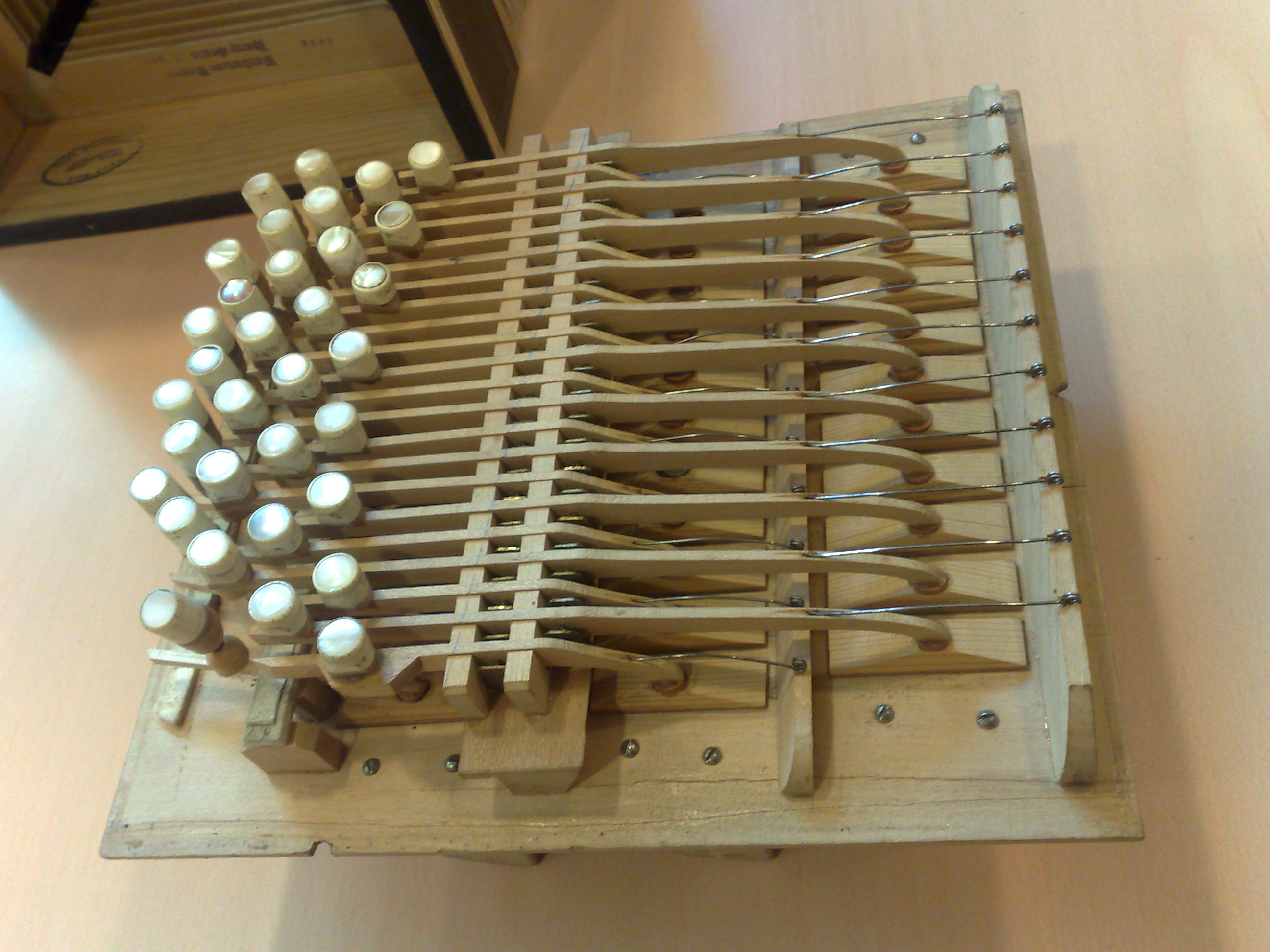
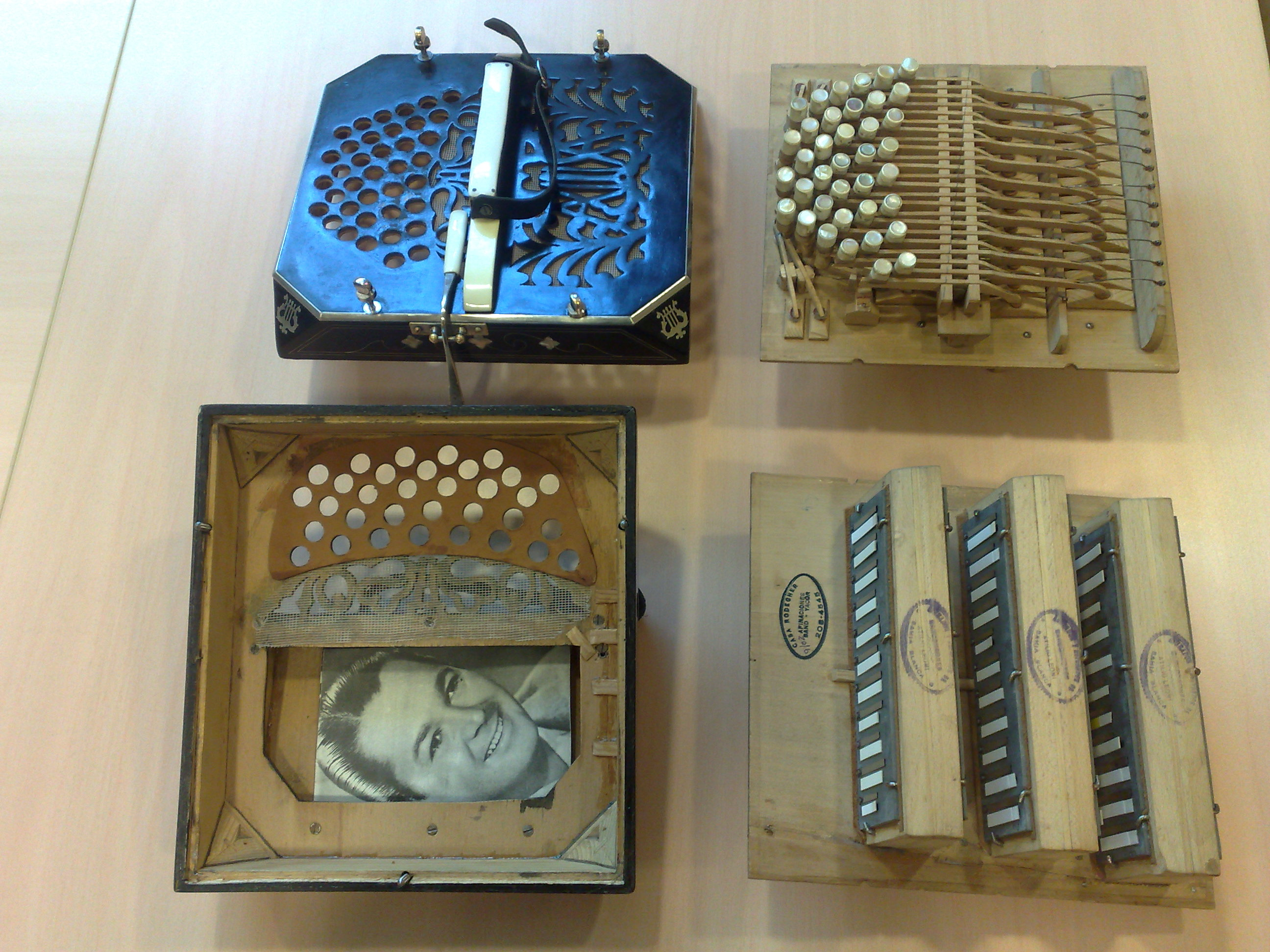
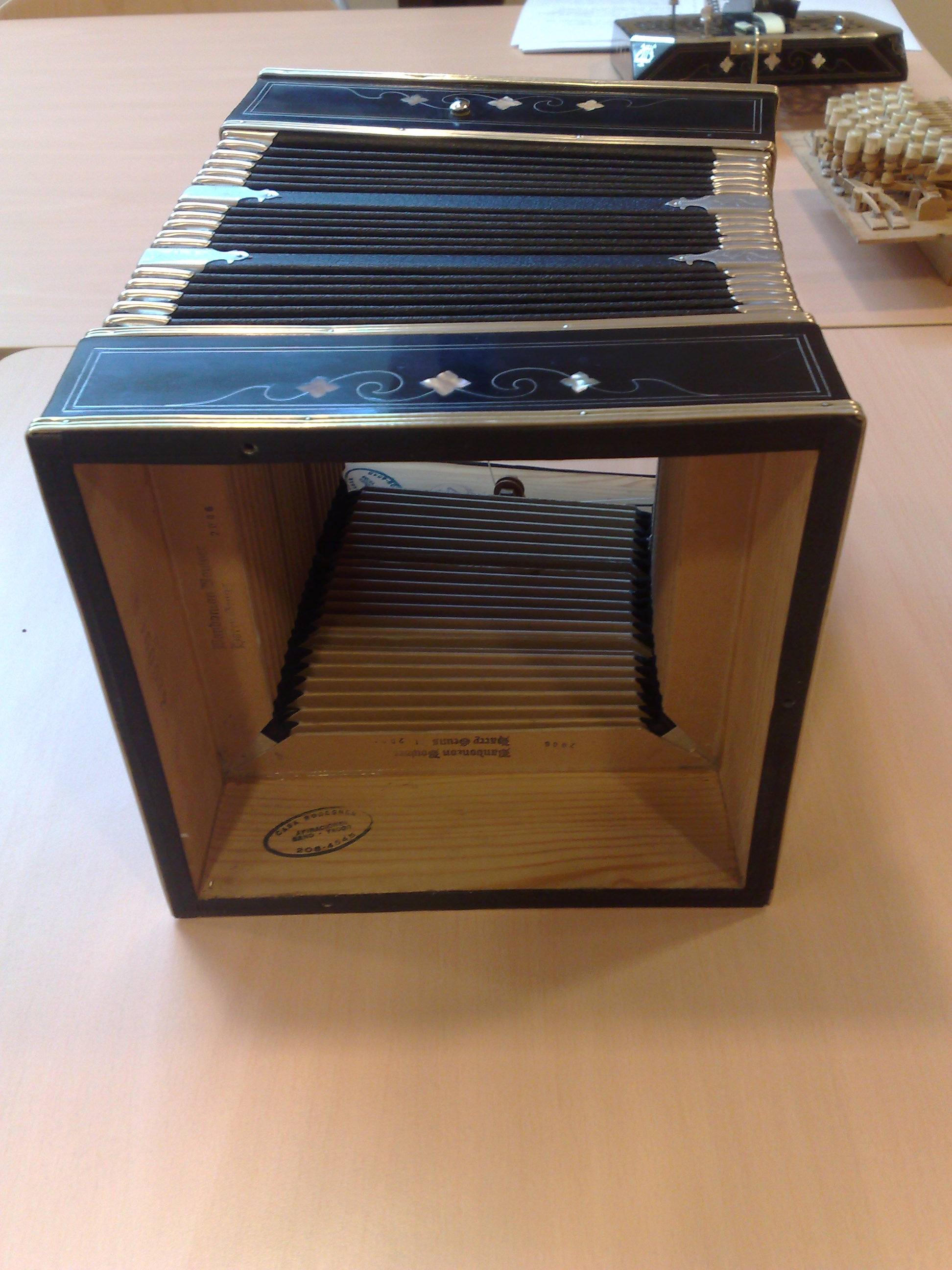
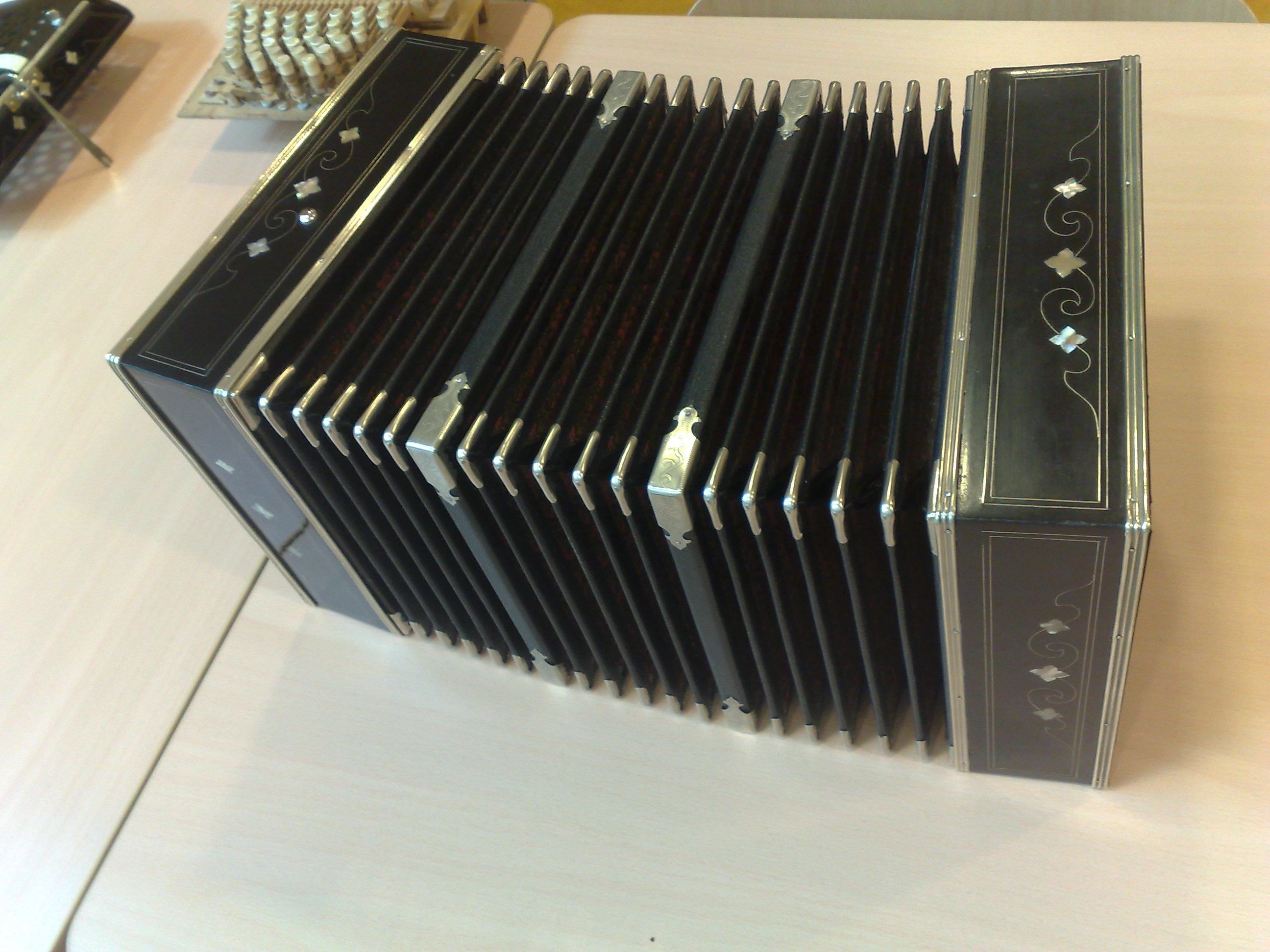
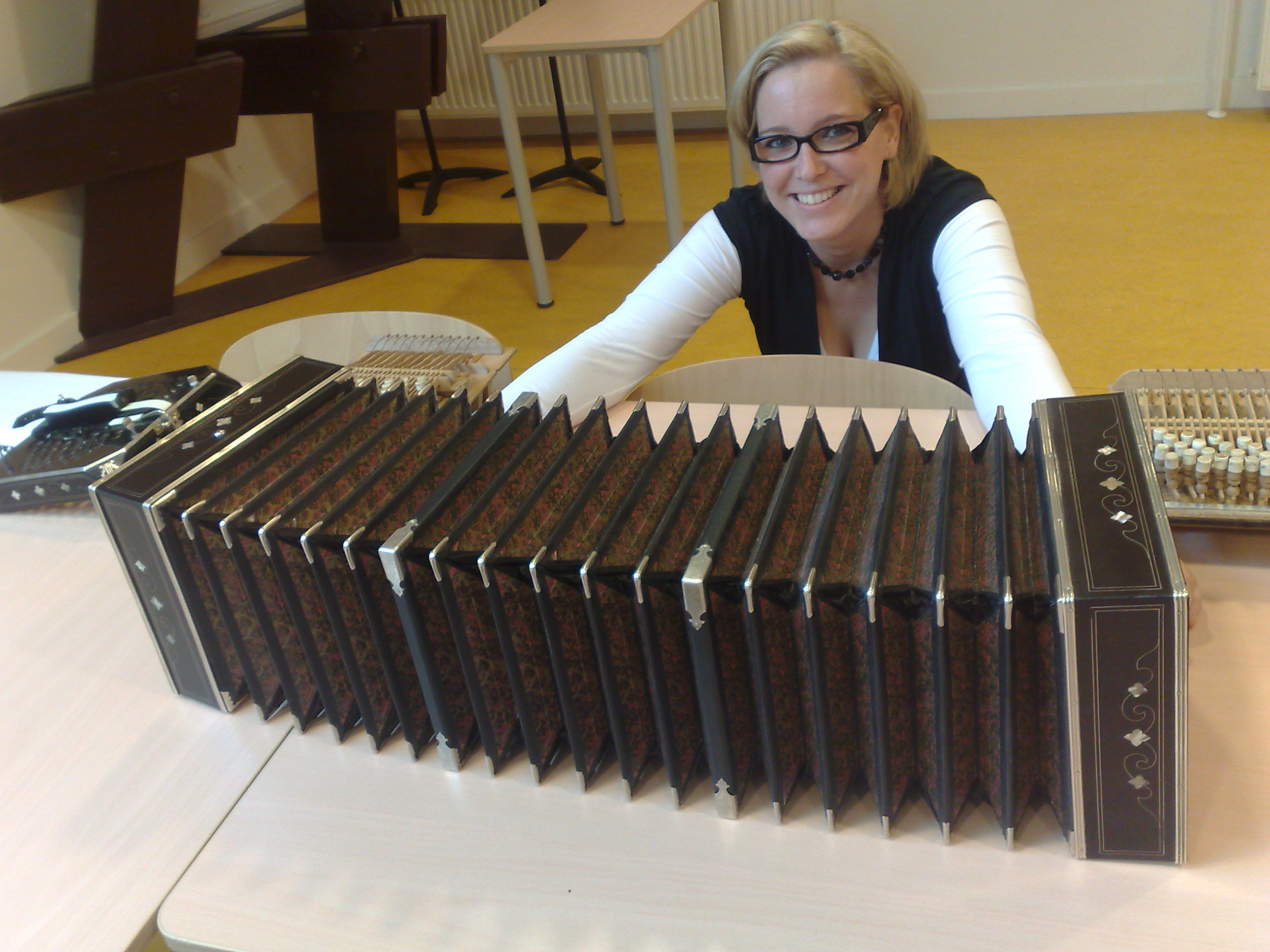

## Lista de lutiers y fabricantes
Una lista de algunas empresas actuales fabricantes de bandoneones:
- Asociación Argentina de Luthiers[14]
- Baldoni Accordions (Estados Unidos).
- Bandoneón AZ - Ángel y Gabriel Zullo (Argentina)[15]
- Bandoneones A. A. Alfred Arnold (Alemania).
- Bandoneones F. F. - Juan Pablo Fredes (Gambier, La Plata, Argentina)[16]
- Bandoneones Baltazar Estol (Argentina)[17]
- Bandoneones Toscano (Argentina, Mendoza), Vicente Toscano, fabricante y restaurador de bandoneones.
- Bandonion & Concertinafabrik Klingenthal (Alemania).
- Mario Bianco (Uruguay).
- Castagnari (Italia).
- Danielson Industria de Acordeões e Bandoneões (Brasil).
- D. & J. Trupin SARL (Francia).
- Enrique Fasuolo (Argentina)[18]
- Oscar Fisher (Argentina).
- Giustozzi (Italia).
- Klaus Gutjahr (Alemania).
- Harry Geuns Bandoneons (Bélgica).
- Uwe Hartenhauer (Alemania).
- Ricardo Matteo (Uruguay).
- Museo Luis Alfredo Mariani (La Reja, Moreno, Argentina)[19]
- Pigini Fratelli & C. snc (Italia).
- Premier Bandoneonbau Peter Spende (Alemania).
- Stagi Accordions & Bandoneons (Italia).
- Tangobrujo Venta & Restauraciones - Daniel Barrientos (Argentina).
- Victoria Accordions Company (Italia).